# Live ’99
Live ’99 – trzeci w historii album Edyty Górniak, ale pierwszy w jej dokonaniach album koncertowy. Płyta jest wynikiem trasy koncertowej Live ’99, która miała miejsce w 1999 roku na terenie Polski. Utwory zarejestrowane pochodzą z dwóch ostatnich koncertów w Krakowie, w Teatrze im. J. Słowackiego, wykonanym 30 kwietnia 1999 oraz koncertu w Warszawie, w Sali Kongresowej PKiN, dnia 4 maja 1999. Polska premiera albumu miała miejsce 25 września 1999, europejska wersja ukazała się natomiast 1 listopada tego samego roku.
Piosenki wykonywane przez wokalistkę na tej płycie są znane z poprzednich dokonań artystki. Przedstawione zostały w nowych aranżacjach autorstwa Adama Sztaby, który razem z Edytą Górniak jest producentem tej płyty. 

## Lista utworów
Koncert obejmował 19 piosenek choć na albumie znalazło się ostatecznie 14 utworów i ze względu na pojemność nośnika, pominięto Będę śniła, Szczęśliwej drogi już czas, That's The Way I Feel About You, Linger, oraz One & One.
1. Intro – 1:33
Muzyka/Słowa – Edyta Górniak, Adam Sztaba
2. Perfect Moment – 3:50
Muzyka/Słowa – Jim Marr, Wendy Pagee
3. When You Come Back to Me – 4:59
Muzyka/Słowa – Christopher Paul Pelcer, Nicol Smith, Robert White Johnson
4. Dotyk – 4:33
Muzyka/Słowa – Jacek Cygan, Piotr Rubik
5. The Day I Get Over You – 8:20
Muzyka/Słowa – Eliot Kennedy, George Merrill, Pam Sheyne, Shannon Rubicam
6. Stop! – 5:03
Muzyka/Słowa – Sam Brown, Gregg Sutton, Bruce Brody
7. Jestem kobietą – 4:26
Muzyka/Słowa – Jacek Cygan, Wojtek Olszak
8. I Don't Know What's On Your Mind – 4:58
Muzyka/Słowa – Dennis Morgan, Rob Fisher, Simon Climie
9. Miles & Miles Away – 5:35
Muzyka/Słowa – Daniel Sherman, Frantic, Zee Cowling
10. Hunting High & Low – 4:07
Muzyka/Słowa – Pål Waaktaar
11. To nie ja! – 4:23
Muzyka/Słowa – Jacek Cygan, Stanisław Syrewicz
12. Anything – 4:30
Muzyka/Słowa – Pam Sheyne, Will Mowat
13. Dziś prawdziwych Cyganów już nie ma – 3:30
Muzyka/Słowa – Andrzej Zieliński, Agnieszka Osiecka
14. Gone – 6:58
Muzyka/Słowa – Helen Watson

## Single
- Stop! – Edyta Górniak debiutowała tym utworem w programie „Śpiewać każdy może” w 1989 roku. W oryginale piosenka ta jest wykonywana przez Sam Brown. Stop! był pierwszym singlem, którego premiera odbyła się 20 września 1999 r.
- Hunting High & Low – utwór został wydany jako drugi singiel promujący album w styczniu 2000. W oryginale utwór ten jest także wykonywany przez zespół A-Ha.

## Wykonawcy
- Edyta Górniak – śpiew
- Adam Sztaba – instrumenty klawiszowe, kierownictwo muzyczne, programowanie
- Ania Szarmach – chórki
- Jacek Królik – gitara
- Kasia Cerekwicka – chórki
- Krzysztof Pietrzak – chórki
- Michał Dąbrówka – perkusja
- Piotr Żaczek – gitara basowa

Materiał został zrealizowany w studio im. A. Osieckiej w Warszawie przez Tadeusza Mieczkowskiego i Piotra Madziara.